# ホットライン

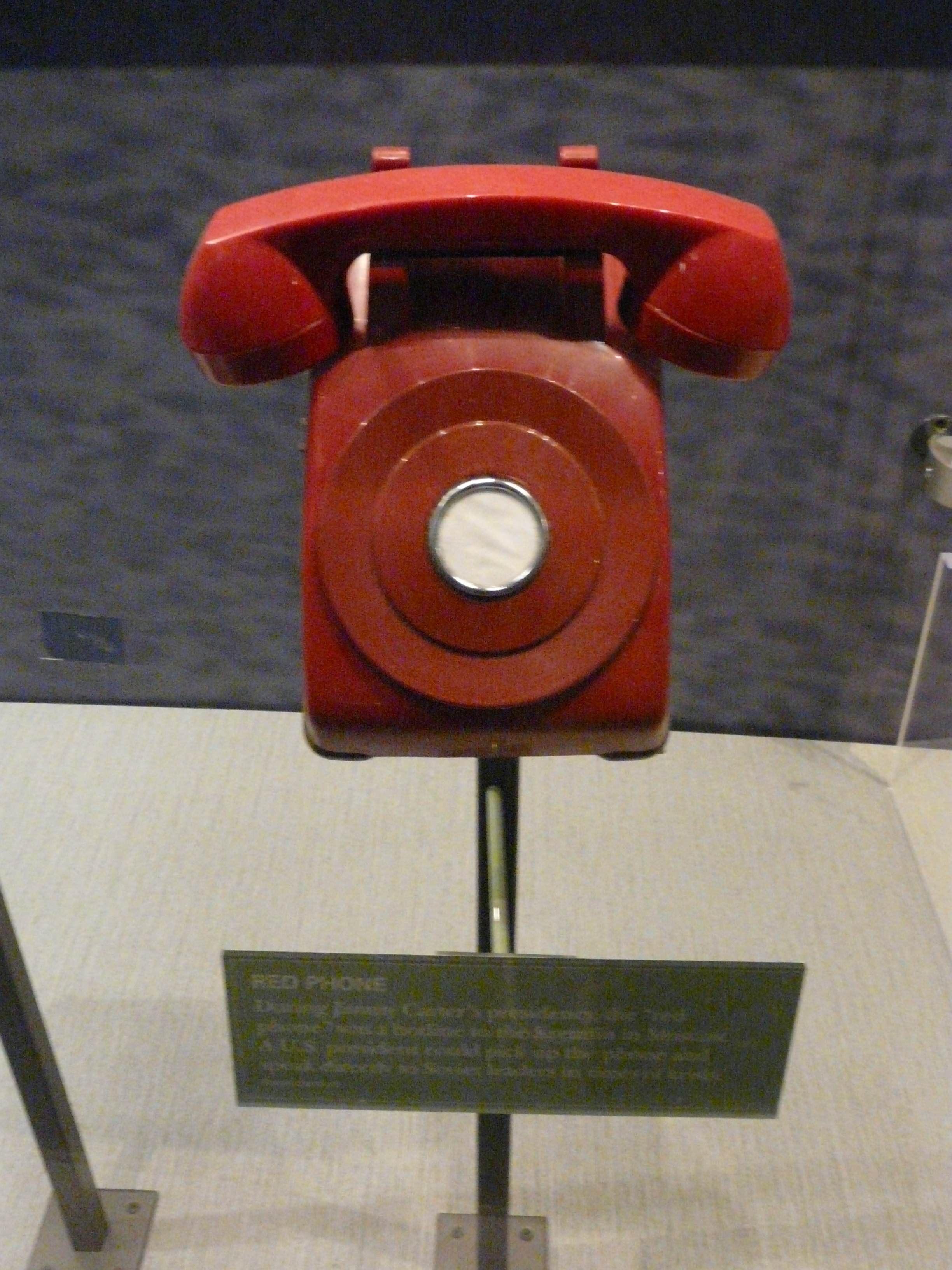
ホットラインに使用される典型的なダイヤルのない赤い電話機。これはジミー・カーター図書館・博物館の展示品で、その下に米ソホットラインについての説明があるが、米ソホットラインでこの形の電話機が使われたことはない。なお、説明文は現在は修正されている。

ホットライン（英語: hotline）とは、ポイント・ツー・ポイントの直通回線で、終端装置をオフフックにする（電話機の受話器を取るなど）だけで、電話番号の入力などの追加の操作をすることなく、事前に選択された宛先に自動的に接続されるもののことである。例としては、受信機を上げると自動的に緊急サービスに接続する電話がある。従って、ホットライン専用の電話機には、電話番号の入力のためのダイヤルや押しボタンは不要である。
元々は、二か国の政府首脳が非常時に直接対話ができるように設置された直通回線（二国間ホットライン）を指した用語であり、転じて重要な連絡を行うための直通電話回線を指すようになった。

## 二国間ホットライン

### アメリカ＝ソ連間
米ソホットライン（Moscow-Washington hotline、Washington-Moscow Direct Communications Link）は、アメリカ合衆国･ワシントンD.C.のホワイトハウスとソビエト連邦･モスクワのクレムリンとの間のホットラインである。キューバ危機の後の1963年8月30日に設けられた。
二大国家の首脳間で意志疎通を直接行うことで偶発的に戦争が発生しないようにという意図からであった。
これは第二次世界大戦中、アメリカのフランクリン・ルーズベルト大統領とイギリスのウィンストン・チャーチル首相が、直接、電話で対談した例に倣ったものである。技術的にはスペクトル分割混合方式による音声通信であり、大西洋海底電線を使った。
それ以前、キューバ危機が起きた1962年まで、米国とソ連の通信は6時間かかった。
通信の手順は以下の通りである（クレムリンからホワイトハウスへ送る場合は順序が全て逆になる）。
1. アメリカ合衆国国務省（ソ連外務省）がワシントン（モスクワ）の大使館と連絡
2. 大使館で、書簡を最高度で暗号化
3. 配達員（クーリエ）が、大使館に自転車で取りに来る
4. 配達員が電報局に持ち帰る
5. 電信電話局が相手国首都へ暗号文をテレタイプで打電
6. 電信局が受信し外務省（国務省）に配達
7. 外務省（国務省）で暗号電報を解読
8. クレムリン（ホワイトハウス）に配達

確実と思われる資料により、米ソホットラインが設置されてから、10年ほどの状況が分かっている。
- ホットラインは専用線であり、米ソホットラインは北欧経由と北大西洋の海底ケーブルが使われた。予備回線が1本設けられたが、緊急時にはありとあらゆる回線が動員される予定であった。また、盗聴と[注釈 2]偽通信を防ぐためにワンタイムパッドによる暗号化がされていた。
- 機械と暗号を準備したのは米国・アメリカ国家安全保障局（NSA）である。
- 音声ではなく、テレタイプによる文字通信（大文字と数字の）である。
- 実質的にはホワイトハウスとクレムリンのホットラインではあるが、技術的には米側の端末はアメリカ国防総省内にあり、専門の技術者と翻訳官が24時間365日待機しており、アメリカ合衆国大統領の通信をどこでも確実に行うための専門の部署が国防総省と大統領との通信を確保する。そのため大統領がどこに移動・旅行・避難しようと通信が維持される。理論上は国防総省が通信内容を左右できるが、そのような可能性は考慮外であり、現在に至るまでそのような疑惑が持ち上がったこともない。
- 月に1回程度、回線の状態を確認するための試験通信が交わされていた。
- 米側端末は2台あり（予備機の台数は不明）受信用のロシア語鍵盤のと、送信用の英語鍵盤である。お互いに自分の母国語で送信する。
- 大統領はウエストウイング1階の大統領執務室（オーバルオフィス）ではなく、地下の緊急対応室（シチュエーションルーム）で電話した。

この米ソ間のホットラインは、1967年の6月に起きた第三次中東戦争(六日戦争)の際に初めて利用された。この時は、開戦後まもなくモスクワから国防総省にかかってきたもので、時の大統領と首相であったジョンソン大統領とソ連のコスイギン首相が停戦に向け努力する旨を確認し合っている。

### アメリカ＝イギリス間
米ソホットラインが確立される20年前、第二次世界大戦中の1943年から終戦後の1946年まで、ダウニング街10番地（イギリス首相官邸）およびホワイトホールのイギリス大蔵省庁舎地下の内閣戦時執務室とワシントンD.C.のホワイトハウスとの間にホットラインが設置されていた。この回線は、SIGSALYと呼ばれる世界初の秘話装置によって通話内容が秘匿化されていた。

### ソ連＝中国間
北京とモスクワの間のホットライン接続は、1969年の中ソ国境紛争の際に使用された。しかし中国側はソ連側の和平の試みを拒否し、ホットラインは撤去された。中国とロシアの間のホットラインは、1996年に復活した。

### フランス＝ソ連間
シャルル・ド・ゴールフランス大統領は、1966年にソ連を訪問した際に、パリとモスクワの間にホットラインを設置すると発表した。このホットラインは、1989年にテレックスから高速ファックス機にアップグレードされた。

### イギリス＝ソ連間
ロンドンとモスクワの間のホットラインは、1992年に両国間の友好条約が締結されるまで正式には確立されなかった。2011年にウィリアム・ヘイグ外務大臣がモスクワを訪問したときにアップグレードが発表された。

### インド＝パキスタン間
2004年6月20日、インドとパキスタンの両国は、核戦争につながる可能性があると誤解されるのを防ぐため、核実験禁止を延長し、両国の外務大臣の間にホットラインを設置することに合意した。このホットラインは、アメリカ軍将校の助けを借りて設置された。

### アメリカ＝中国間
2008年、ソ連に代わって経済的・軍事的に台頭してきた中華人民共和国（中南海）との間にアメリカ合衆国（ペンタゴン）はホットラインを開設した。2015年にはサイバー攻撃やスペースデブリの問題化を受けてサイバー空間や宇宙空間の非常事態まで対象が拡大していることが特徴的である。

### 中国＝インド間
インドと中国は、両国の外相の間のホットラインの設置を発表し、関係強化と「政治的相互信頼」の構築へのコミットメントを繰り返した。 2015年8月現在、ホットラインはまだ運用されていない。

### 日本＝中国間
2013年2月、尖閣諸島問題により日中ホットラインの設置に新たな弾みがついた。それまでも、設置の合意はされていたが、緊張が高まったために設置されなかった。
2022年11月、台湾海峡問題、尖閣諸島問題により、自衛隊と中国軍の偶発的な衝突を防ぐため、防衛当局どうしが直接連絡を取り合うホットラインの早期の運用開始や外務・防衛当局の高官による「日中安保対話」などについて具体的に調整を進めることで一致した。
2023年3月、 「日中防衛当局間ホットライン」が、日中双方における器材の設置及び回線の敷設を完了し、設置された。
2023年5月、日中防衛相間において「日中防衛当局間ホットライン」による初回通話が実施された。

### 南北朝鮮間
北朝鮮と韓国の間には40本以上の直通電話回線があり、そのうちの最初のものは1971年9月に開設された。これらのホットラインの大部分は板門店の共同警備区域(JSA)を通り、赤十字社によって維持されている。1971年の開設以来、北朝鮮は7回、ホットラインを使えないようにした。最後に使えないようにしたのは2016年2月であり、金正恩の新年演説の後の2018年1月3日に再開された。

### アメリカ＝インド間
2015年8月、ホワイトハウスとニューデリーの間のホットラインが稼働した。2015年1月にオバマ大統領がインドを訪問した際に、このホットラインの設置が決定された。これは、インドのとアメリカの首脳間の初のホットラインである
。

## その他の用法
本来の意味のホットラインでは、事前に選択された宛先以外に電話を掛けることはできない。
しかし、口語的な用法では、緊急時に電話をするコールセンターまたはその電話番号自体を指すこともある。
すなわち、24時間対応で非営利の電話番号、例えば、一般的な緊急時の直通電話（代表電話番号ではなく、特に消防本部の通信指令室や救急車と救命救急センターを繋ぐダイヤルインの番号）や自殺志願者のための人生相談（クライシスホットライン）などがこれに当たる。
また、1979年の三菱銀行人質事件では、警察側本部と犯人を結ぶための直通電話が「ホットライン」と呼ばれた。